# (33512) 1999 GM33
1999 GM33 (asteroide 33512) é um asteroide da cintura principal. Possui uma excentricidade de 0.11996890 e uma inclinação de 7.85886º.
Este asteroide foi descoberto no dia 12 de abril de 1999 por LINEAR em Socorro.